# Lourmarin

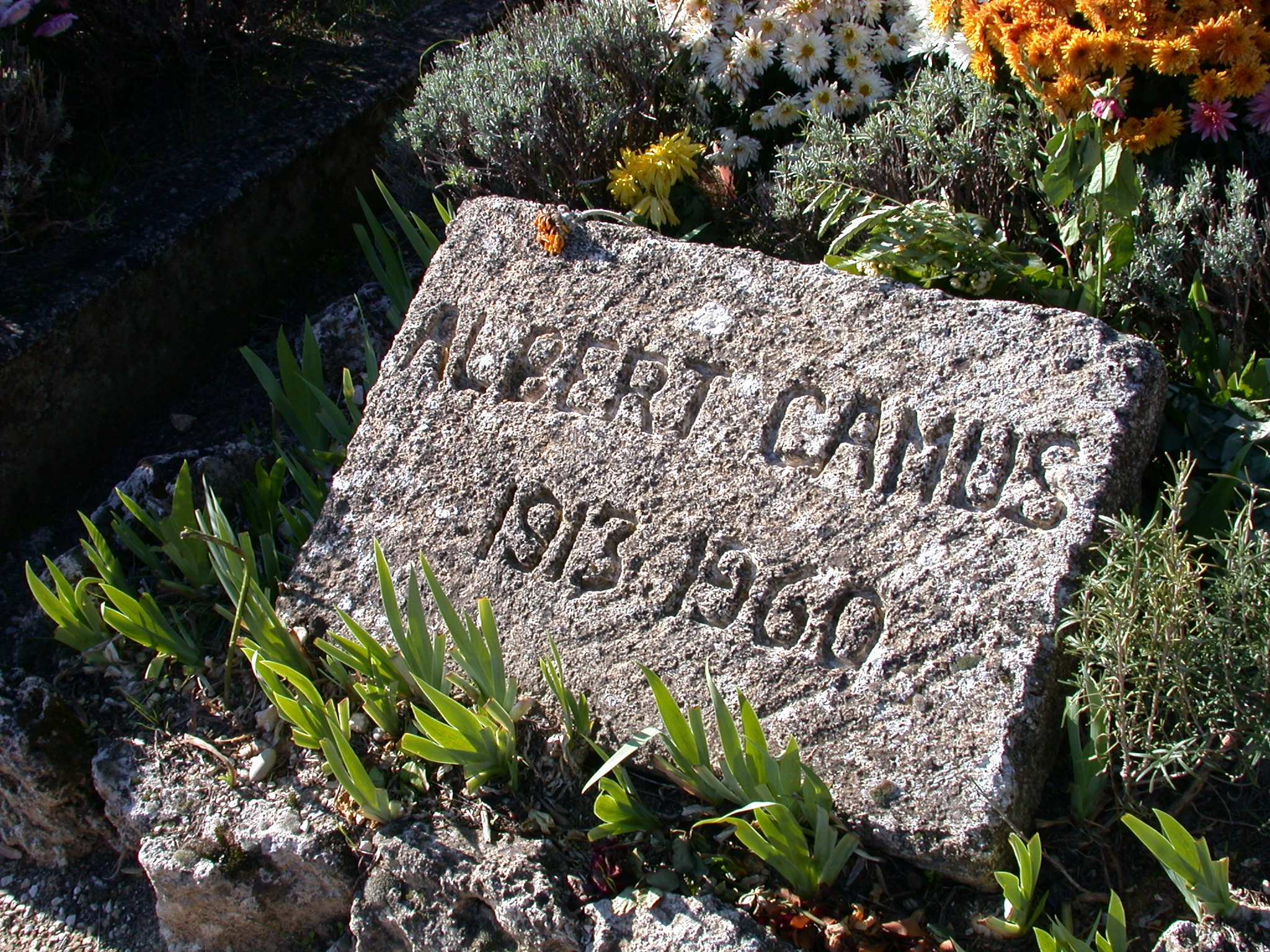
Grób francuskiego pisarza Alberta Camusa w Lourmarinie

Lourmarin – miejscowość i gmina we Francji, w regionie Prowansja-Alpy-Lazurowe Wybrzeże, w departamencie Vaucluse, 50 kilometrów od Awinionu. Miasto partnerskie Żyrardowa.
Według danych na rok 1990 gminę zamieszkiwało 1108 osób, a gęstość zaludnienia wynosiła 55 osób/km² (wśród 963 gmin regionu Prowansja-Alpy-W. Lazurowe Lourmarin plasuje się na 365. miejscu pod względem liczby ludności, natomiast pod względem powierzchni na miejscu 490.).